# Nein
Nein (hebreiska: נין, Na‘im, נעים) är en ort i norra Israel cirka 14 km söder om Nasaret. Den är belägen i Norra distriktet, i den norra delen av landet. Nein ligger 234 meter över havet och antalet invånare är 1 588.
Nein omnämns som Nain i Lukasevangeliet 7:11–17. Där bodde en änka som hade mist sin son. När Jesus såg änkan och den döde sonen som bars ut ur staden fylldes han av medlidande med henne. Han gick fram till båren, rörde vid den och sade till mannen: ”Unge man, jag säger dig: Stig upp!” Mannen satte sig upp. Han levde. Han kunde tala. Och folket som stod runt omkring blev alla mycket tagna.
Terrängen runt Nein är kuperad åt nordost, men åt sydväst är den platt. Runt Nein är det ganska tätbefolkat, med 80 invånare per kvadratkilometer. Närmaste större samhälle är ‘Afula ‘Illit, 2,2 km väster om Nein. Trakten runt Nein består till största delen av jordbruksmark.
Medelhavsklimat råder i trakten. Årsmedeltemperaturen i trakten är 23 °C. Den varmaste månaden är juli, då medeltemperaturen är 34 °C, och den kallaste är januari, med 11 °C. Genomsnittlig årsnederbörd är 553 millimeter. Den regnigaste månaden är januari, med i genomsnitt 165 mm nederbörd, och den torraste är juli, med 1 mm nederbörd.